# Mohamed El Morabet
Mohamed El Morabet (* 1983 auf Alhucemas) ist ein spanischer Übersetzer, Politologe und Kolumnist.

## Leben
Im marokkanischen Rif geboren,bitte klären, ob auf Alhucemas oder „Im marokkanischen Rif“ zog er als Jugendlicher nach Spanien. El Morabet erhielt einen Bachelor in Politikwissenschaft an der spanischen Universidad Nacional de Educación a Distancia (UNED). Heute schreibt er oft Artikel für unterschiedliche Zeitschriften und Kulturbeilagen. Er wohnt seit 2002 in Madrid.
El Morabet gehört zur kleinen Gruppe von Schriftstellern maghrebinischer Herkunft, die sich aktiv in die spanische Literatur und die spanische Gesellschaft einbringen, indem sie Spanisch als Sprache ihrer Literatur wählen. Interkulturelle Literatur ist in anderen europäischen Ländern wie Frankreich, Großbritannien oder Deutschland verbreitet, in Spanien aber noch kaum entwickelt. In jüngerer Zeit nimmt die öffentliche Wahrnehmung zu, z. B. die Katalanin Najat El Hachmi, 2021 Gewinnerin des wichtigen Nadal-Literaturpreis für ihren Roman El lunes nos querrán.
El Morabet erstes literarisches Werk, der Roman Un solar abandonado, erschien 2018 beim Verlag Sitara. El invierno de los jilgueros, sein zweiter, 2022 erschienener Roman, wurde 2021 mit dem Literaturpreis der Stadt Málaga ausgezeichnet (damals noch unveröffentlicht, mit dem Arbeitstitel Desierto mar).

## Werke
- Un solar abandonado, Verlag Editorial Sitara, Madrid 2018, ISBN 978-84-17035-19-8
- El invierno de los jilgueros, Verlag Galaxia Gutenberg, Barcelona 2022, ISBN 978-84-19075-38-3